# Giuseppe Rossi (Fußballspieler)
Giuseppe Rossi (* 1. Februar 1987 in Teaneck, New Jersey, Vereinigte Staaten) ist ein ehemaliger italienisch-US-amerikanischer Fußballspieler, der zuletzt in der Serie B bei SPAL Ferrara unter Vertrag stand. Er besitzt sowohl die italienische als auch US-amerikanische Staatsbürgerschaft, lief auf Nationalmannschaftsebene in allen Altersklassen jedoch nur für Italien auf. Für die A-Nationalmannschaft kam er zu 30 Einsätzen und erzielte dabei sieben Tore. Auf Vereinsebene stand er unter anderem bei Manchester United, dem FC Villarreal und der AC Florenz unter Vertrag.

## Familie und Kindheit
Giuseppe Rossis stammt aus einer Familie aus Italien. Er ist der Sohn eines Vaters aus der Region Abruzzen (1949–2010) und einer Mutter aus Molise. Die Eltern emigrierten und verließen Europa, um sich in Teaneck, New Jersey in den Vereinigten Staaten niederzulassen. Rossi wuchs in Clifton auf. Durch seinen Vater entdeckte er die Leidenschaft für den Fußball. Beide Elternteile waren Fremdsprachenlehrer an der Clifton High School.

## Karriere

### Im Verein
Rossi spielte in der Jugend beim AC Parma. Im Sommer 2004 wechselte der damals 17-Jährige zum englischen Klub Manchester United, der ihn 2006/07 zunächst an Newcastle United und für die Rückrunde derselben Saison an den FC Parma (ehemals AC Parma) verlieh. Für Parma erzielte Rossi bereits in seinem ersten Spiel am 21. Januar 2007 ein Tor, das den Sieg im Serie-A-Spiel gegen den FC Turin sicherte. Im weiteren Saisonverlauf brachte er es auf neun Treffer in 19 Partien und trug zum Klassenerhalt des emilianischen Klubs bei.
Am 1. August 2007 wechselte Rossi für rund zehn Millionen Euro von Manchester United zum FC Villarreal. Bereits in seiner ersten Saison in Villarreal konnte Rossi sich einen Stammplatz sichern und hatte mit Sturmpartner Nihat Kahveci maßgeblichen Anteil daran, dass sein Team Vizemeister wurde. Ab 2009 bildete Rossi mit Nilmar das Sturmduo des Submarino amarillo.
Bei Villarreal spielte Rossi regelmäßig in der Champions League oder Europa League. Besonders erfolgreich für ihn war die Saison 2010/11, als er nicht nur 18 Ligatreffer erzielte, sondern mit Villarreal auch in das Halbfinale der Europa League vordringen konnte und er dazu elf Wettbewerbstreffer beisteuerte.
Im Oktober 2011 zog sich der Stürmer einen Kreuzbandriss im rechten Knie zu, der ihn zu einer Pause von mehreren Monaten zwang. Im April 2012, als Rossi sich auf dem Weg der Besserung befand und wieder trainierte, verletzte er sich am selben Kreuzband erneut. 2012 stieg Rossi mit Villarreal aus der Primera División ab. Aufgrund seiner Verletzung fand sich zunächst kein neuer Verein. So blieb er in der Hinrunde in Villarreal, ohne jedoch spielen zu können.
In der Winterpause der Saison 2012/13 wechselte Rossi zum italienischen Erstligisten AC Florenz. Er unterschrieb einen Vertrag mit Laufzeit bis zum 30. Juni 2017 und folgte somit Borja Valero und Gonzalo Rodríguez, die zu Saisonbeginn aus Villarreal ebenso nach Florenz wechselten. Am letzten Spieltag der Saison gab Rossi im Spiel gegen Delfino Pescara 1936 nach etwa eineinhalb Jahren sein Comeback im Profifußball.
Zur Rückrunde der Saison 2015/16 verlieh Florenz Rossi an den spanischen Erstligisten UD Levante. Dort erzielte er in 17 Ligaspielen sechs Treffer, konnte den Abstieg des Klubs jedoch nicht abwenden.
Zur Saison 2016/17 wurde Rossi ein weiteres Mal nach Spanien ausgeliehen, dieses Mal zu Celta Vigo. Im Spiel gegen den SD Eibar im April 2017 zog sich Rossi zum dritten Mal einen Kreuzbandriss zu, weshalb er voraussichtlich bis Oktober 2017 ausfällt.
Nach Auslaufen seines Vertrages in Florenz verpflichtete der CFC Genua den vereinslosen Rossi im Dezember 2017. Im Mai 2018 wurde Rossi bei einem Dopingtest positiv auf Dorzolamid getestet. Die italienische Anti-Doping-Staatsanwaltschaft forderte eine einjährige Sperre. Er wurde jedoch freigesprochen, weil er die Substanz über Augentropfen eingenommen hat. Ende Februar 2020 kehrte Rossi in die Vereinigten Staaten zurück und schloss sich dem Franchise in der Major League Soccer, Real Salt Lake, aus Sandy, Utah an. Nach vier Spielen, in denen er einen Treffer erzielen konnte, trennten sich die Wege von Rossi und Real Salt Lake wieder.
Im November 2021 nahm der italienische Zweitligist SPAL Ferrara Rossi unter Vertrag und stattete ihn mit einem Vertrag bis Juni 2022 aus. Im Sommer 2023 beendete er in Ferrara seine Karriere.

### In der Nationalmannschaft

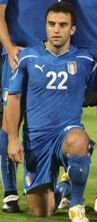
Rossi mit Italien (2011)

Rossi, der sowohl die italienische als auch die US-amerikanische Staatsbürgerschaft besitzt, entschied sich 2003 für die italienische Auswahl. Er durchlief von der U16 an fast alle Jugendnationalmannschaften Italiens und bestritt 42 Junioren-Länderspiele, in denen er 15 Tore erzielte. Außerdem nahm Rossi mit der Olympiaauswahl seines Landes an den Olympischen Spielen 2008 in Peking teil. Dort wurde er mit vier Treffern Torschützenkönig des Turniers, obwohl Italien im Viertelfinale an Belgien scheiterte.
Am 11. Oktober 2008 debütierte Rossi unter Marcello Lippi beim 0:0 in Bulgarien in der italienischen A-Nationalmannschaft und gehörte in der Folge zum festen Stamm der Nationalelf. Am 6. Juni 2009 erzielte der Italiener beim 3:0-Sieg gegen Nordirland sein erstes Tor für die Azzurri. Beim Konföderationen-Pokal 2009 erzielte er in der Auftaktbegegnung gegen die USA nach einem 0:1-Rückstand das 1:1 und das spätere 3:1 für die Italiener. Aufgrund von Niederlagen gegen Ägypten und Brasilien schied Italien in der Gruppenphase aus. Für die folgende WM 2010 wurde Rossi von Lippi allerdings nicht nominiert.
Unter dem neuen Trainer Cesare Prandelli war Rossi fester Bestandteil der Squadra Azzurra. Aufgrund zweier Kreuzbandverletzungen im Oktober 2011 und April 2021 fiel Rossi jedoch für die EM 2012 aus. Nachdem Rossi wieder in Form war, feierte er im Oktober 2013 gegen Armenien sein Comeback. Nach einer weiteren Kreuzbandverletzung im Januar 2014 fehlte Rossi bis in den Mai hinein. Prandelli berücksichtigte ihn jedoch trotzdem für den vorläufigen Kader der WM 2014. Letztlich schaffte es Rossi aufgrund fehlender Fitness jedoch nicht in den endgültigen Kader. Sein letztes Länderspiel absolvierte er am 31. Mai 2014 im Test gegen Irland. In der Folge erreichte Rossi sein voriges Leistungsniveau nicht mehr und wurde daher nicht mehr nominiert.

## Erfolge
- Englischer Ligapokalsieger: 2005/06
- Torschützenkönig bei den Olympischen Sommerspielen 2008